# Montero (Call Me By Your Name)
A Montero (Call Me by Your Name) (stilizálva: MONTERO (Call Me By Your Name)) Lil Nas X, amerikai énekes és rapper kislemeze Montero című debütáló albumáról. A dal először egy Super Bowl LV reklámban szerepelt 2021 februárjában. A dal kislemez formában 2021. március 26-án jelent meg. A dal szerzője Lil Nas X és a lemez producerei, Take a Daytrip, Omer Fedi, illetve Roy Lenzo. A dal a Montero című nagylemez címadó dala, amely 2021. szeptember 17-én jelent meg.
A dal egyik fő jellemzője a queer témák megjelenítése, főleg a nyíltan homoszexuális dalszövegek. A címét a 2017-es Szólíts a neveden filmről kapta, amelynek központi témája egy meleg románc. A szexuális töltöttségű videóban Lil Nas X különböző, a Biblia által inspirált jelenetekben látható, például, ahogy egy sztriptíz rúdon ereszkedik le a pokolba, öltáncot adva Sátánnak. Sokan méltatták a dalt és a videót a nyíltan queer jellemzőiért, míg az Egyesült Államokban több konzervatív személyiség is elítélte azokat, erkölcstelennek vagy gyerekekre veszélyesnek nevezve a videó tartalmát.
Első helyen debütált a Billboard Hot 100-on és a Billboard Global 200 listán, illetve első volt Magyarországon, Kanadában, Finnországban, Írországban, Litvániában, Norvégiában, Portugáliában, az Egyesült Királyságban, Csehországban, Franciaországban, Görögországban, Szlovákiában és a Rolling Stone listáin. Ez volt a rapper második első helyezett dala az Egyesült Államokban az Old Town Road után, illetve duplaplatina minősítést kapott az Amerikai Hanglemezgyártók Szövetségétől (RIAA).

## Háttér

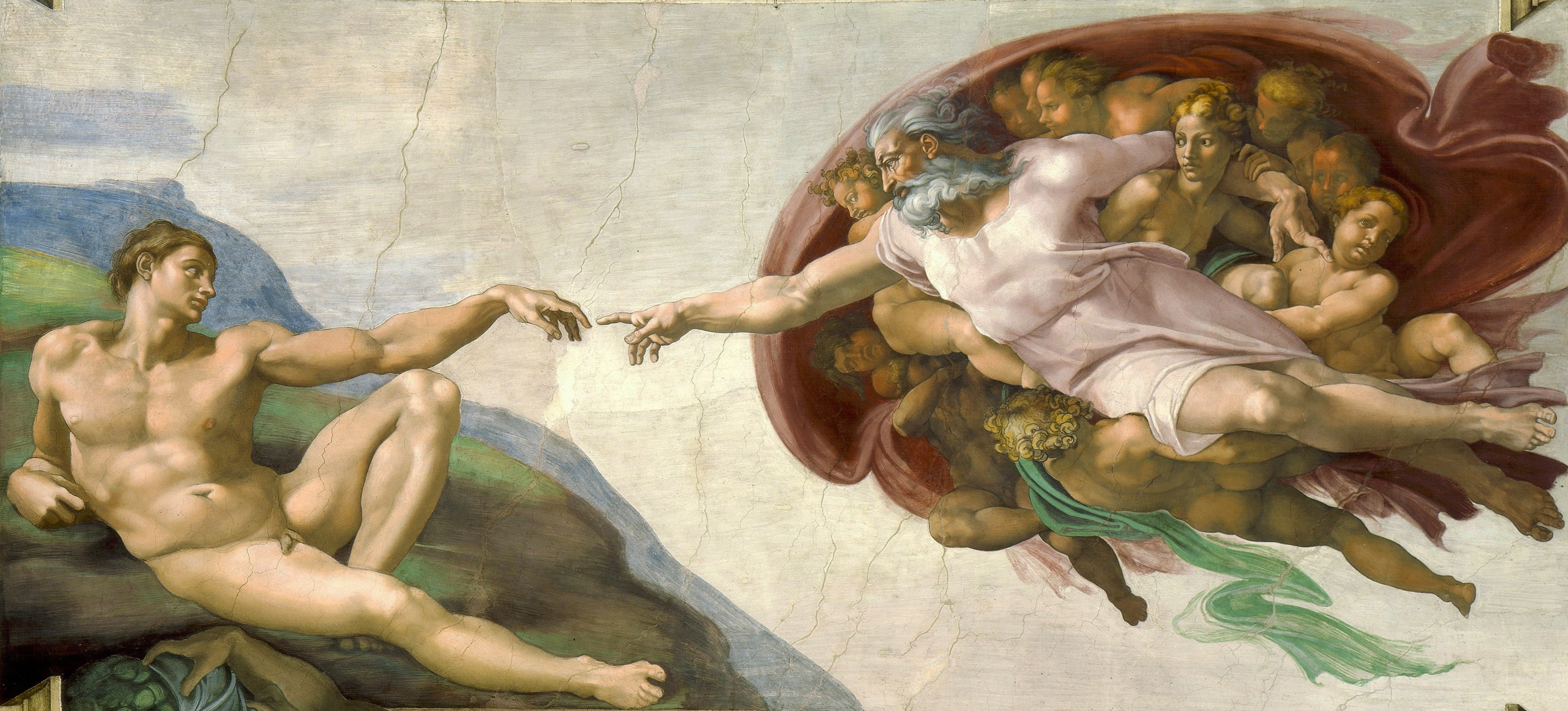
A dal albumborítója Michelangelo, Ádám teremtése művének újragondolása

Lil Nas X a dal egy részletét (eredetileg: Call Me by Your Name) Twitteren mutatta be 2020. július 9-én, illetve különböző TikTok videókban, amelyek közül az egyikben az amerikai rappernek, 6ix9ine-nak üzent. A dal szerepelt a Logitech Super Bowl LV reklámjában, 2021 februárjában. 2021. március 9-én a kiadás dátumát Twitteren jelentette be, az album borítójával együtt. Az albumborítót Filip Ćustić, spanyol-horvát művész készítette és látható rajta Lil Nas X, Ádám és Isten szerepében. A borító egy újragondolása Michelangelo Ádám teremtése művének.
A dal címe Lil Nas X keresztnevéből származik, míg az alcíme utalás az azonos című 2017-es filmre. André Aciman, a Szólíts a neveden regény írója (amelyből a filmes adaptáció készült) azt mondta, hogy hálás volt, hogy Lil Nas X írt egy dalt a novellájának nevével. Lil Nas X azt mondta, hogy a Szólíts a neveden volt az első queer film, amit látott és művészinek gondolta.
A kislemez megjelenésének napján Lil Nas X megosztott egy nyílt levelet 14 éves önmagának, visszatekintve, hogy milyen fiatalon elfogadta szexualitását. Végül azt mondta, hogy „meg fog nyitni ajtókat queer embereknek, hogy csak létezzenek.”

## Kompozíció
A Montero (Call Me by Your Name) egy hiphop és elektropop, gitárral és tapsszinkópákkal a háttérben. A Billboard flamenco-féle dalnak nevezte, trap alappal, míg a Consequence of Sound „popba ültetett flamenco-reggaetón”-ként írta le. A Slate kiemelte a dembow-stílusú ritmust, míg a refrén Gary Numanhez hasonló technopop. Lil Nas X énekhangját a második versszakban Juice Wrld és Iann Dior kereszteződésének nevezték. A dal egy hosszabb verziója, amelynek címe Montero (Call Me by Your Name) – Satan's extended version volt, egy fél percet ad hozzá az eredeti dalhoz.
A Montero (Call Me by Your Name) alla breve, tempója 90 BPM, míg hangneme G♯ moll, míg az énekhang G♯3–G♯5 között mozog. A Take a Daytrip korábbi dalaihoz hasonlóan ez is fríg hangsorú és van egy Közel-keleti, mór vagy spanyol hangzása. Akkordmenete D♯–E–E–D♯, le-föl mozog, váltakozva, ezzel feszültséget létrehozva, majd elengedve. Omer Fedi, izraeli gitáros bendzsón játszik a dalon, amelyet később Auto-Tune technológiával alakítottak a végső formájára.
A dal, mint Lil Nas X korábbi projektjei, szerepet ad queer témáknak. A rapper elmondása szerint egy férfiról írta, aki bulizott és drogozott, miközben karanténban volt és akivel 2020 közepén találkozott, miközben albumán dolgozott. Dalszövegeiben Lil Nas X szeretőjéhez beszél. Ír egy utazásról Hawaiira, amelyben szerepel egy sor „shoot a child in yo' mouth” (magyarul: a szádba lövök egy gyereket), amelynek célja az volt, hogy feltörje stigmát a meleg szexualitásról a zenében. Eredetileg félt ezeket a részleteket beletenni a dalba, mert attól tartott, hogy sok rajongója elfordulna tőle, de végül úgy döntött, hogy ha így nem támogatják, akkor soha nem álltak mögött igazán.

## Megjelenés
Egy nappal a kislemez megjelenése előtt készített egy interjút Zane Lowe-vel, amelyben azt mondta, hogy „A világ továbbra is forogni fog. De azt csinálhatok a művészi karrieremmel, amit akarok.”  A kiadás után elajándékozott 100 ezer dollárnyi Bitcoint. Együttműködött az MSCHF-vel, hogy készítsen 666 darab Nike Air Max 97-et, amely neve a Satan Shoes volt. A cipőn fordított keresztek, pentagrammák és egy bibliai versszak (Lukács, 10:18) szerepel. A cipőben található egy cseppnyi emberi vér is, tintával keverve. A Nike ezt követően beperelte a céget. A New York-i Körzeti Bíróság azóta leállíttatta a cipők eladását. A MSCHF visszahívta az összes cípőt, illetve visszavásárolta eredeti árán.
Az eredeti dal 2021. március 26-án jelent meg, míg az „extended version” március 29-én került kiadásra.
Április 13-án Lil Nas X elmondta, hogy a streaming szolgáltatók el fogják távolítani a dalát platformjaikról és kérte rajongóit, hogy hallgassák, amíg elérhető. A Columbia Records kiadott egy közleményt, hogy a szituációt nem tudják irányítani, megtesznek mindent, hogy a dal továbbra is elérhető maradjon. Ugyanezen a napon a Billboard kiadott egy cikket, amelyben azt írták, hogy nem fogják eltávolítani a kislemezt.

## Videóklip

### Gyártás

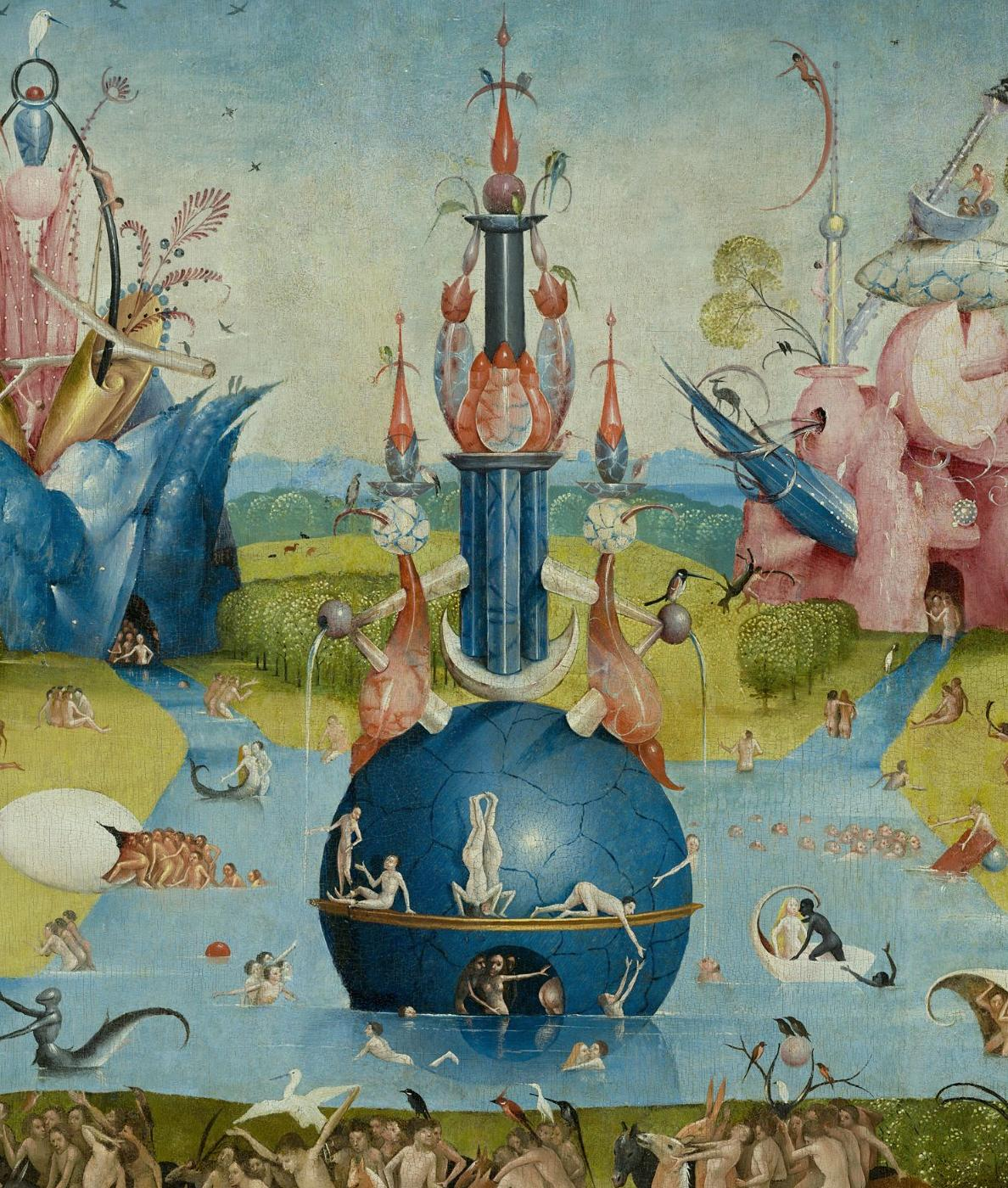
A Gyönyörök kertje festmény egyik részlete, amelyet a videóklip egy inspirációjaként neveztek meg.

A Montero (Call Me by Your Name) videóklipjét Tanu Muino és Lil Nas X rendezte, 2021 februárjában forgatták, két nap alatt. Mikor Los Angelesben volt, Muino kifejezte hajlandóságát a Columbia Recordsnak, hogy dolgozna a zenésszel. A kiadó végül 2021 januárjának végén lépett kapcsolatba az ukrán rendezővel, mikor ő Cardi B Up című videóklipjén dolgozott. Két hétig dolgozott munkatársaival a videóklipen, mielőtt azt elkezdték felvenni. A fő inspirációk Dante Infernója és Hieronymus Bosch festményei, többek között a Gyönyörök kertje voltak. Ez volt Muino első videóklipje, mint társrendező, amely munkálatok egy részét Zoomon kellett végeznie, miután Covid19-teszteredménye hamis pozitív lett. Anthony H. Nguyen volt a sminkes, míg a hajstílusokat Evanie Frausto hozta létre. A speciális effekteket a Mathematic gyártotta, amely a párizsi animációs stúdió. A folyamat hét hétig tartott.
A Time-mal készített interjúban Lil Nas X elmondta, hogy a videóklipet a Spongyabob Kockanadrág animált sorozat és a Szólíts a neveden film inspirálta. Ezek mellett FKA Twigs Cellophane videóklipjét is megemlítette: „Akartam látni, hogy miket csináltak emberek a rúddal korábban videóklipekben—és úgy éreztem, hogy Twigs nagyon jó munkát végzett vele... Létre akartam hozni a saját verziómat belőle.” A Vulture azt írta, hogy ez tiszteletmutatás volt az énekesnő felé, aki az előző évben elvesztette a Legjobb videóklip díjat Lil Nas X mögött a Grammy-gálán. Ennek ellenére a Cellophane rendezője, Andrew Thomas Huang összehasonlította a két videóklipet Instagramon, elmondva, hogy Lil Nas X kiadója kapcsolatba lépett vele, hogy esetleg rendezze meg a klipet, de inkább ugyanazt a koreográfust vették fel. „Mikor valaki, aki ennyire kereskedelmileg sikeres, készít valamit, ami ennyire hasonlóan él a mi munkánk mellett és ebből eszméletlen szinten profitál, úgy éreztem fel kell szólalnom,” de kiemelte, hogy a kiadót tartja felelősnek, nem a rappert. FKA Twigs és Lil Nas X később beszélgettek és méltatták egymás videóit Instagramon.

### Szinopszis
A klipben Lil Nas X látható különböző karakterekként bibliai és mitológia által inspirált jelenetekben. A bevezetőben Lil Nas X beszél arról, hogy nem kell többet elrejtenie, hogy ki is ő. A videó elején a kígyó és Ádám szerepében látható az Édenkertben, akik csókolóznak és a kígyó elcsábítja Ádámot, harmadik szemével. A következő jelenetben a Colosseumban látható, Mária Antónia-parókában, ahogy önmaga további verziói bírálják, majd megkövezik. Kivégzését követően elkezd felemelkedni a Mennyországba, mielőtt egy rúdon táncolva Pokolra jut. A következő jelenetben öltáncol Sátánon magas szárú csizmában és Calvin Klein alsónadrágban. Miután eltöri Sátán nyakát, megkoronázza magát annak szarvaival.
A bibliai hivatkozások és szimbolizmus mellett a videóban fontos szerepe van a dualizmusnak, mint a gonosz és a jó, illetve a férfiasság és a nőiesség küzdelme. Az élet fáján látható Platón A lakoma című könyvéből egy idézet. A Colosseum-i jelenet utalás Jézus perére Pontius Pilatus előtt. Sátán trónja előtt látható a Damnant quod non intelligunt latin mondat, amelynek jelentése „Elítélik, amit nem értenek.” A videóval egy időben kiadott sajtóközlemény szerint az utolsó jelent bemutatja az „ítélet és büntetés trónjának lerombolását, amely sokunkat hátratartott attól, hogy elismerjük igaz önmagunkat.”

## Fogadtatás
A dalt méltatták, hogy „szégyentelenül queer”. Adam B. (Variety) azt írta, hogy a videóklip „mindent megváltoztatott queer előadóknak”, kiemelve, hogy előadók, mint Jonathan Knight és Lance Bass is énekeltek nőkről, mikor nem vállalták fel szexualitásukat, míg Ricky Martin és Elton John nem énekeltek arról. Kiemelte még Frank Oceant és Troye Sivant, akik nyitottabbak voltak szexualitásukról, de nem lettek olyan sikeresek, mint Lil Nas X. David Harris, Sátán Egyházának egy vezetője elfogadta a videóban bemutatott szexualitást és a videó végét, ahol Lil Nas X Sátánnak koronázza magát.
A videóklip negatív fogadtatásban is részesült, többek között szélsőjobboldali kommentátoroktól az Egyesült Államokban, akik erkölcstelennek és gyerekekre ártalmasnak nevezték. Dél-Dakota kormányzója Kristi Noem, konzervatív politikai szakértő Candace Owens és evangélikus lelkész Mark Burns, mind negatívan reagáltak a videóklipre. Kifejezte nemtetszését Nick Young kosárlabdázó, Joyner Lucas rapper és korábbi quarterback Trevor Lawrence. A kriticizmusra Lil Nas X Twitteren válaszolt: „Minden héten van egy lövöldözés, amelynek megállításáért kormányunk nem tesz semmit. Nem az pusztítja el társadalmunkat, hogy én lecsúszok egy CGI rúdon” és „Felnőtt vagyok. Nem fogom azzal tölteni karrieremet, hogy a gyerekeitekről gondoskodom. Az a te dolgod.”
A negatív fogadtatást a Los Angeles Times és a Vice olyan korábbi zenetörténeti eseményekhez hasonlította, mint amikor a jazz zenét Sátán zenéjének tartották a 20. század elején, John Lennon megjegyzéséhez 1966-ban, hogy „a Beatles híresebb, mint Jézus”, Madonna Like a Prayer videóklipjéhez, Lady Gaga Judas videóklipjéhez, illetve Nicki Minaj fellépéséhez a 2012-es Grammy-gálán.
A kialakult botrányt marketing stratégiának is nevezték. Neena Rouhani (Billboard) azt írta, hogy a felháborodás a közösségi média oldalakon a legjobb marketing eszköz, amit Lil Nas X használhat, míg Kevin Meenan, a YouTube egyik zenei menedzsere azt mondta, hogy a klipnek ez a botrány volt a célja. Jon Caramanica (The New York Times) pedig megjegyezte, hogy Lil Nas X a Twitteren gyakorlatilag egy végtelen közönséghez tud szólni, amelyet tökéletesen kihasznál.
A videóklip jelenetei vírusként terjedtek a közösségi médián, a rúdtánc mém lett a TikTok platformon. 2021 júniusában, egy 11 méteres freskó került Philadelphia Gayborhoodjába, amelyen Lil Nas X három karaktere szerepel a videóból.

## Díjak és jelölések
| Év   | Díjátadó                     | Díj                                   | Eredmény | For.          |
| ---- | ---------------------------- | ------------------------------------- | -------- | ------------- |
| 2021 | MTV Millennial Awards        | Az év globális slágere                | Jelölve  | [ 71 ]        |
| 2021 | Rockbjörnen                  | Az év külföldi dala                   | Jelölve  | [ 72 ]        |
| 2021 | MTV Video Music Awards       | Az év videója                         | Elnyerte | [ 73 ]        |
| 2021 | MTV Video Music Awards       | Legjobb mondanivalót tartalmazó videó | Jelölve  | [ 73 ]        |
| 2021 | MTV Video Music Awards       | Legjobb rendezés                      | Elnyerte | [ 73 ]        |
| 2021 | MTV Video Music Awards       | Legjobb művészi rendezés              | Jelölve  | [ 73 ]        |
| 2021 | MTV Video Music Awards       | Legjobb speciális effektek            | Elnyerte | [ 73 ]        |
| 2021 | MTV Millennial Awards Brazil | Globális sláger                       | Jelölve  | [ 74 ]        |
| 2021 | BET Hip Hop Awards           | Legjobb hiphopvideó                   | Jelölve  | [ 75 ]        |
| 2021 | BET Hip Hop Awards           | Befolyásos szám                       | Jelölve  | [ 75 ]        |
| 2021 | UK Music Video Awards        | Legjobb popvideó – Nemzetközi         | Jelölve  | [ 76 ]        |
| 2021 | LOS40 Music Awards           | Legjobb nemzetközi dal                | Jelölve  | [ 77 ]        |
| 2021 | LOS40 Music Awards           | Legjobb nemzetközi videó              | Jelölve  | [ 77 ]        |
| 2021 | MTV Europe Music Awards      | Legjobb dal                           | Jelölve  | [ 78 ]        |
| 2021 | MTV Europe Music Awards      | Legjobb videó                         | Elnyerte | [ 78 ]        |
| 2021 | MTV Europe Music Awards      | Legjobb mondanivalót tartalmazó videó | Jelölve  | [ 78 ]        |
| 2021 | American Music Awards        | Kedvenc videóklip                     | Elnyerte | [ 79 ]        |
| 2021 | People’s Choice Awards       | 2021 Dala                             | Jelölve  | [ 80 ]        |
| 2021 | People’s Choice Awards       | 2021 Videóklipje                      | Jelölve  | [ 80 ]        |
| 2022 | Grammy-díj                   | Az év felvétele                       | Jelölve  | [ 81 ] [ 82 ] |
| 2022 | Grammy-díj                   | Az év dala                            | Jelölve  | [ 81 ] [ 82 ] |
| 2022 | Grammy-díj                   | Legjobb videóklip                     | Jelölve  | [ 81 ] [ 82 ] |
| 2022 | APRA Music Awards            | Legtöbbet előadott nemzetközi munka   | Függőben | [ 83 ]        |

## Számlista
| - Eredeti 1. Montero (Call Me by Your Name) — 2:17 - Extended version 1. Montero (Call Me by Your Name) — 2:17 2. Montero (Call Me by Your Name) [Satan's Extended Version] — 2:50 - EP version 1. Montero (Call Me By Your Name) - 2:17 2. Montero (Call Me by Your Name) (But Lil Nas X Makes All The Sounds With His Mouth) - 2:20 3. Montero (Call Me by Your Name) (Satan's Extended Version) - 2:50 4. Montero (Call Me by Your Name) (But Lil Nas X Is Silent The Entire Time) - 2:48 | - Instrumental version 1. Montero (Call Me by Your Name) — 2:17 2. Montero (Call Me by Your Name) [Satan's Extended Version] — 2:50 3. Montero (Call Me by Your Name) [But Lil Nas X Is Silent The Entire Time] — 2:48 - A cappella version 1. Montero (Call Me by Your Name) – 2:17 2. Montero (Call Me by Your Name) (But Lil Nas X makes all the sounds with his mouth) – 2:20 3. Montero (Call Me by Your Name) (Satan's extended version) – 2:50 4. Montero (Call Me by Your Name) (But Lil Nas X is silent the entire time) – 2:48 |

## Közreműködő előadók
- Montero Hill – dalszerző, előadó
- Denzel Baptiste – dalszerző, producer, hangmérnök, háttérének
- David Biral – dalszerző, producer, háttérének
- Omer Fedi – dalszerző, producer, guitar
- Roy Lenzo – dalszerző, producer, hangmérnök
- Serban Ghenea – keverés

## Slágerlista
| Slágerlista (2021–2022)                         | Legmagasabb pozíció |
| ----------------------------------------------- | ------------------- |
| Argentín kislemezlista (Argentina Hot 100)      | 51                  |
| Ausztrál kislemezlista (ARIA)                   | 1                   |
| Belga kislemezlista (Ultratop 50 Flanders)      | 2                   |
| Belga kislemezlista (Ultratop 50 Wallonia)      | 2                   |
| Bolíviai kislemezlista (Monitor Latino)         | 16                  |
| Brazil kislemezlista (UBC Top Streaming)        | 9                   |
| Brit kislemezlista (OCC)                        | 1                   |
| Bolgár kislemezlista (PROPHON)                  | 1                   |
| Costa Ricai kislemezlista (FONOTICA)            | 5                   |
| Cseh kislemezlista (Singles Digitál Top 100)    | 1                   |
| Cseh rádiólista (Rádio Top 100)                 | 76                  |
| Dán kislemezlista (Tracklisten)                 | 2                   |
| Dominikai kislemezlista (SODINPRO)              | 46                  |
| Euro digitális daleladáslista (Billboard)       | 9                   |
| FÁK kislemezlista (Tophit)                      | 2                   |
| Finn kislemezlista (Suomen virallinen lista)    | 1                   |
| Francia kislemezlista (SNEP)                    | 1                   |
| Global 200 kislemezlista (Billboard)            | 1                   |
| Görög kislemezlista (IFPI)                      | 1                   |
| Holland kislemezlista (Dutch Top 40)            | 5                   |
| Holland kislemezlista (Single Top 100)          | 2                   |
| Horvát kislemezlista (HRT)                      | 8                   |
| Indiai kislemezlista (IMI)                      | 1                   |
| Ír kislemezlista (IRMA)                         | 1                   |
| Izraeli kislemezlista (Media Forest)            | 1                   |
| Izlandi kislemezlista (Plötutíðindi)            | 4                   |
| Japán Hot Overseas kislemezlista (Billboard)    | 9                   |
| Kanadai kislemezlista (Canadian Hot 100)        | 1                   |
| Kanada CHR/Top 40 kislemezlista (Billboard)     | 1                   |
| Kanada Hot AC kislemezlista (Billboard)         | 32                  |
| Libanoni kislemezlista (OLT20)                  | 1                   |
| Litván kislemezlista (AGATA)                    | 1                   |
| Lengyel kislemezlista (Polish Airplay Top 100)  | 30                  |
| Magyar rádiós kislemezlista (MAHASZ)            | 12                  |
| Magyar kislemezlista (MAHASZ)                   | 3                   |
| Magyar streaminglista (MAHASZ)                  | 1                   |
| Maláj kislemezlista (RIM)                       | 10                  |
| Mexikói Airplay-lista (Billboard)               | 5                   |
| Norvég kislemezlista (VG-lista)                 | 1                   |
| Német kislemezlista (Official German Charts)    | 2                   |
| Olasz kislemezlista (FIMI)                      | 15                  |
| Orosz Airplay-lista (Tophit)                    | 1                   |
| Osztrák kislemezlista (Ö3 Austria Top 40)       | 1                   |
| Portugál kislemezlista (AFP)                    | 1                   |
| Román kislemezlista (Airplay 100)               | 12                  |
| Spanyol kislemezlista (PROMUSICAE)              | 5                   |
| Svájci kislemezlista (Schweizer Hitparade)      | 2                   |
| Svéd kislemezlista (Sverigetopplistan)          | 4                   |
| Szingapúri kislemezlista (RIAS)                 | 3                   |
| Szlovák kislemezlista (Rádio Top 100)           | 30                  |
| Szlovák kislemezlista (Singles Digitál Top 100) | 1                   |
| US Billboard Hot 100                            | 1                   |
| US Mainstream Top 40 (Billboard)                | 36                  |
| US Adult Top 40 (Billboard)                     | 20                  |
| US Dance/Mix Show Airplay (Billboard)           | 5                   |
| US Rhythmic (Billboard)                         | 2                   |
| US Rolling Stone Top 100                        | 1                   |
| Új-zélandi kislemezlista (Recorded Music NZ)    | 2                   |

| Slágerlista (2021)                           | Pozíció |
| -------------------------------------------- | ------- |
| Ausztrál kislemezlista (ARIA)                | 11      |
| Belga kislemezlista (Ultratop 50 Flanders)   | 18      |
| Belga kislemezlista (Ultratop 50 Wallonia)   | 4       |
| Brit kislemezlista (OCC)                     | 5       |
| Dán kislemezlista (Tracklisten)              | 18      |
| FÁK kislemezlista (Tophit)                   | 14      |
| Francia kislemezlista (SNEP)                 | 5       |
| Global 200 kislemezlista (Billboard)         | 7       |
| Holland kislemezlista (Dutch Top 40)         | 16      |
| Holland kislemezlista (Single Top 100)       | 11      |
| Ír kislemezlista (IRMA)                      | 8       |
| Kanadai kislemezlista (Canadian Hot 100)     | 5       |
| Magyar kislemezlista (MAHASZ)                | 62      |
| Magyar streaminglista (MAHASZ)               | 4       |
| Német kislemezlista (Official German Charts) | 13      |
| Norvég kislemezlista (VG-lista)              | 11      |
| Olasz kislemezlista (FIMI)                   | 47      |
| Orosz Airplay-lista (Tophit)                 | 21      |
| Osztrák kislemezlista (Ö3 Austria Top 40)    | 8       |
| Spanyol kislemezlista (PROMUSICAE)           | 39      |
| Svájci kislemezlista (Schweizer Hitparade)   | 5       |
| Svéd kislemezlista (Sverigetopplistan)       | 29      |
| US Billboard Hot 100                         | 9       |
| US Dance/Mix Show Airplay (Billboard)        | 14      |
| US Mainstream Top 40 (Billboard)             | 8       |
| US Rhythmic (Billboard)                      | 16      |
| Új-zélandi kislemezlista (Recorded Music NZ) | 15      |

## Minősítések
| Régió                        | Minősítés                | Példányszám |
| ---------------------------- | ------------------------ | ----------- |
| Ausztrália (ARIA)            | 4× Platinalemez          | 280 000     |
| Ausztria (IFPI Austria)      | Platinalemez             | 30 000      |
| Belgium (BEA)                | Aranylemez               | 20 000      |
| Brazília (Pro-Música Brasil) | 2× Gyémántlemez          | 320 000     |
| Dánia (IFPI Denmark)         | Platinalemez             | 90 000      |
| Egyesült Királyság (BPI)     | Platinalemez             | 638 000     |
| Egyesült Államok (RIAA)      | 4× Platinalemez          | 4 000 000   |
| Franciaország (SNEP)         | Platinalemez             | 333 333     |
| Lengyelország (ZPAV)         | Platinalemez             | 20 000      |
| Mexikó (AMPROFON)            | Platinalemez +Aranylemez | 210 000     |
| Németország (BVMI)           | Aranylemez               | 200 000     |
| Norvégia (IFPI Norway)       | 2× Platinalemez          | 120 000     |
| Olaszország (FIMI)           | 2× Platinalemez          | 140 000     |
| Portugália (AFP)             | 4× Platinalemez          | 40 000      |
| Spanyolország (PROMUSICAE)   | 2× Platinalemez          | 80 000      |
| Svájc (IFPI Switzerland)     | 3× Platinalemez          | 60 000      |
| Új-Zéland (RMNZ)             | 2× Platinalemez          | 60 000      |
| Streaming                    |                          |             |
| Görögország (IFPI Greece)    | 2× Platinalemez          | 4 000 000   |
| Svédország (GLF)             | Platinalemez             | 8 000 000   |

## Kiadások
| Régió            | Dátum             | Formátum                         | Verzió     | Kiadó            |
| ---------------- | ----------------- | -------------------------------- | ---------- | ---------------- |
| Világszerte      | 2021. március 26. | - digitális letöltés - streaming | Eredeti    | Columbia         |
| Egyesült Államok | 2021. március 30. | kortárs rádió                    | Eredeti    | Columbia         |
| Világszerte      | 2021. március 30. | - digitális letöltés - streaming | Extended   | Columbia         |
| Világszerte      | 2021. március 31. | - digitális letöltés - streaming | Hangszeres | Columbia         |
| Oroszország      | 2021. március 31. | kortárs slágerrádió              | Eredeti    | Sony             |
| Olaszország      | 2021. április 2.  | kortárs slágerrádió              | Eredeti    | Sony Music Italy |
| Egyesült Államok | 2021. április 6.  | kortárs slágerrádió              | Eredeti    | Columbia         |
| Világszerte      | 2021. április 23. | - digitális letöltés - streaming | A capella  | Columbia         |